# Рощино (Ленинградская область)
Ро́щино (до 1948 года Ра́йвола, фин. Raivola) — посёлок городского типа в Выборгском районе Ленинградской области. Административный центр Рощинского городского поселения.

## Этимология
Существуют две версии происхождения финского топонима Райвола: первая от глагола raivata — «расчищать», «распахивать», «раскорчевывать», и вторая от слова raivo — «бешеный».
31 декабря 1947 года исполком Райволовского поселкового совета на основании постановлений общих собраний рабочих и служащих принял решение: «Райцентр Райвола переименовать в посёлок Ждановск, так как в дни войны с финской белогвардейщиной в 1939 году в нём некоторое время имел свой штаб и проживал тов. Жданов, дом, где он находился, сохранён и в нём размещен Районный Комитет ВКП(б). В соответствии с этим ж.д. станцию Райвола переименовать в ст. Ждановское». Однако это решение не было утверждено, и дачному посёлку Райвола было предложено название «Ульяновский», так как в 10 км от него находилась деревня Ялкала (современное Ильичёво), где в 1917 году скрывался Владимир Ильич Ленин (фамилия при рождении — Ульянов). В итоге летом 1948 года посёлку было присвоено название «Рощино», изначально выбранное ранее для деревни Сувенкюля. Переименование было закреплено решением райисполкома с обоснованием: «на территории Райволовского района имеется большое количество берёзовых и осиновых рощ». Название вошло в силу с 1 октября.

## История

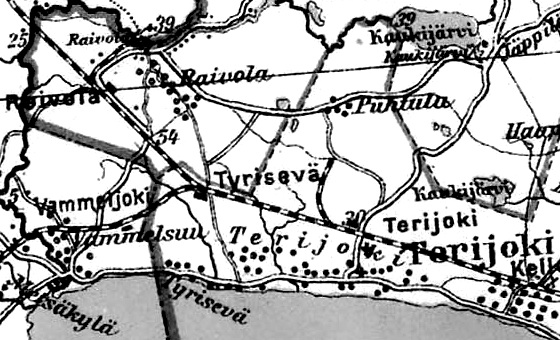
Деревня Райвола на финской карте 1923 года

Первое упоминание о населённом пункте на месте современного посёлка Рощино относится к XVI веку. В налоговых книгах волости Уусикиркко упоминается селение Райвола состоящее из 7 крестьянских дворов. В 1778 году в нём проживали 72 человека, а в 1818 году население деревни возросло до 212 жителей. До 1939 года деревня Райвола входила в состав волости Кивеннапа Выборгской губернии Финляндской республики.
С 1 мая 1940 года по 31 июля 1945 года Райвола имела статус дачного посёлка в составе Райволовского сельсовета Каннельярвского района. С 1 сентября 1941 года по 31 мая 1944 года дачный посёлок находился на территории, оккупированной финскими войсками.
С 1 октября 1948 года посёлок учитывался административными данными, как дачный посёлок в составе Рощинского сельсовета, районный центр Рощинского района. С 1 июля 1959 года рабочий посёлок Рощино в составе Рощинского поссовета, районный центр.
В 1960 году в посёлке был открыт памятник местной жительницее, финско-шведской поэтессе Эдит Сёдергран. С 1 февраля 1963 года посёлок находился в составе Рощинского поссовета в подчинении Выборгского горсовета. С 1 января 1965 года в составе Рощинского поссовета Выборгского района.
Согласно административным данным 1966 и 1973 годов посёлок Рощино находился в подчинении Выборгского райсовета.
Согласно административным данным 1990 года посёлок Рощино находился в подчинении Рощинского поссовета, в котором также находился посёлок Мухино. Население Рощина составляло 8800 человек. В 1997 году в посёлке проживали 8500 человек.

## География
Посёлок расположен в южной части Выборгского района на автодороге 41А-025 (Ушково — урочище Гравийное), автодороги 41К-090 (Рощино — Цвелодубово) и 41К-210 (Рощино — Сосновая Поляна) примыкают с севера и юга соответственно. Расстояние до районного центра — 90 км.
Через посёлок протекают реки Рощинка, Широкая и Нижняя, разлив которых образует Рощинское озеро.

## Климат
| Показатель                            | Янв. | Фев. | Март | Апр. | Май  | Июнь | Июль | Авг. | Сен. | Окт. | Нояб. | Дек. |
| ------------------------------------- | ---- | ---- | ---- | ---- | ---- | ---- | ---- | ---- | ---- | ---- | ----- | ---- |
| Средний суточный максимум, °C         | −3   | −3   | 1    | 8    | 15   | 19   | 22   | 20   | 14   | 9    | 2     | −1   |
| Средняя температура, °C               | −6   | −6   | −2   | 4    | 10   | 15   | 18   | 16   | 11   | 6    | 0     | −3   |
| Средний суточный минимум, °C          | −9   | −9   | −6   | 0    | 5    | 9    | 12   | 11   | 7    | 3    | −2    | −6   |
| Среднее число солнечных часов в месяц | 6,8  | 9,2  | 11,9 | 14,7 | 17,3 | 18,8 | 17,9 | 15,5 | 12,8 | 10,0 | 7,4   | 5,9  |
| Средняя облачность, окты              | 78   | 77   | 70   | 62   | 50   | 46   | 44   | 48   | 55   | 68   | 75    | 77   |
| Норма осадков, мм                     | 12,7 | 9,0  | 14,0 | 25,0 | 41,8 | 59,3 | 61,4 | 62,5 | 52,1 | 47,8 | 36,0  | 17,3 |
| Средняя скорость ветра, м/с           | 14,3 | 13,6 | 12,8 | 11,8 | 10,9 | 10,4 | 9,9  | 10,7 | 12,0 | 13,3 | 13,8  | 14,4 |
| Источник: Weather Spark               |      |      |      |      |      |      |      |      |      |      |       |      |

## Население
| 1959    | 1970    | 1979    | 1989    | 2002    | 2006    | 2009    |
| ------- | ------- | ------- | ------- | ------- | ------- | ------- |
| 5612    | ↗7496   | ↗8209   | ↗8436   | ↗9393   | ↘8700   | ↘8518   |
| 2010    | 2012    | 2013    | 2014    | 2015    | 2016    | 2017    |
| ↗13 439 | ↗13 794 | ↗14 083 | ↗14 205 | ↗14 315 | ↗14 388 | ↗14 418 |
| 2018    | 2019    | 2020    | 2021    | 2023    | 2024    | 2025    |
| ↗14 442 | ↗14 564 | ↗14 732 | ↗16 162 | ↗16 274 | ↗16 331 | ↗16 515 |

## Инфраструктура
По данным на 2025 год, в Рощино находится 271 дом, построенных между 1940 и 2025 годами. В посёлке расположено несколько десятков розничных магазинов, среди которых присутствуют сетевые магазины Магнит, Дикси, Пятёрочка, Вкусвилл и другие; действуют десять аптечных пунктов. В Рощино функционируют четыре пункта выдачи Wildberries и три пункта выдачи Яндекс Маркет.

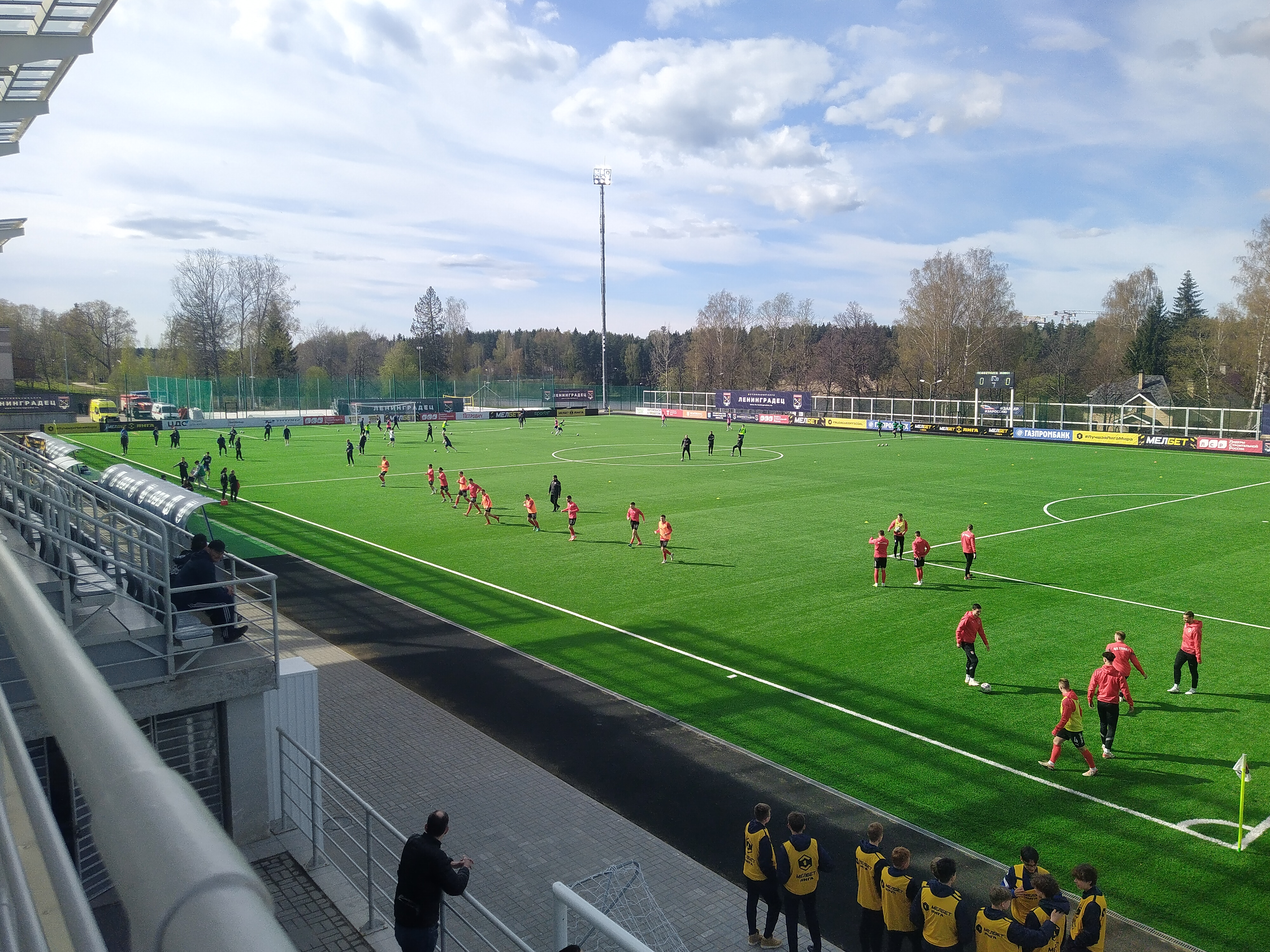
Вид на поле «Рощино Арены» с трибуны «Восток»

В Рощино действуют межрайонная больница, 89 отдел полиции и пожарная часть № 109. В посёлке функционируют детский сад, школа, детская школа искусств и центр культурного досуга. В Рощино находится Петербургский машиностроительный завод.
Стадион «Рощино Арена» был построен 2 мая 2018 года для тренировки сборной Хорватии время Чемпионата мира по футболу 2018. В ходе программы «Развитие физической культуры и спорта в Ленинградской области» с 2021 по 2023 год была проведена реконструкция стадиона: натуральный газон заменён на искусственный с подогревом, возведена новая трибуна. Также был построен спортивный кластер, состоящий из ледовой арены и зоны для пляжных видов спорта.

## Архитектура
По указу духовной консистории в 1802 году деревянная церковь из Линтулы (ныне — Огоньки) была перенесена в Райволу. В 1881 году она обветшала и разрушено спустя несколько лет. По проекту И. С. Богомолова на средства церкви и пожертвования рядом была построена новая деревянная церковь в честь Николая Чудотворца. Она была разрушена во время Зимней войны или сгорела в 1940 году. Новая церковь была построена в 1995—1996 годах по проекту Е. А. Караулова также в честь Николая Чудотворца. В июле 2014 года под председательством Игнатия, епископа Выборгского и Приозерского, началось строительство утраченного в 1881 году храма.

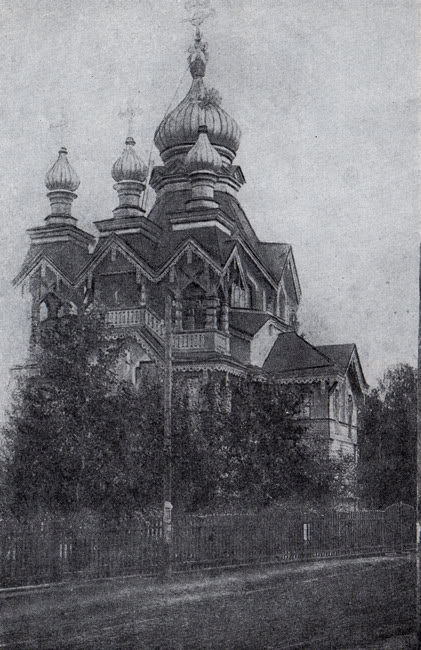
Храм по проекту И. С. Богомолова
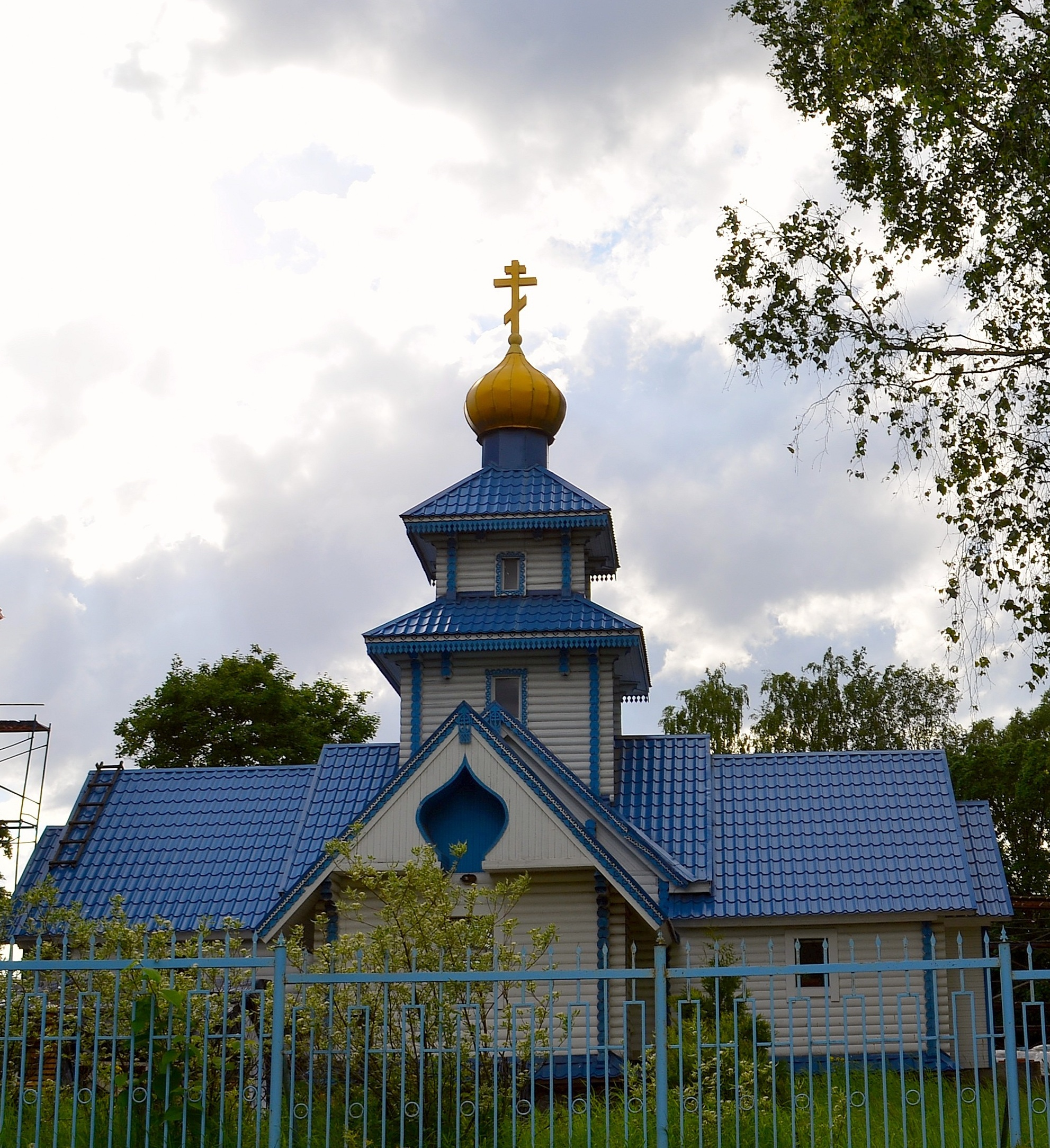
Деревянная церковь по проекту
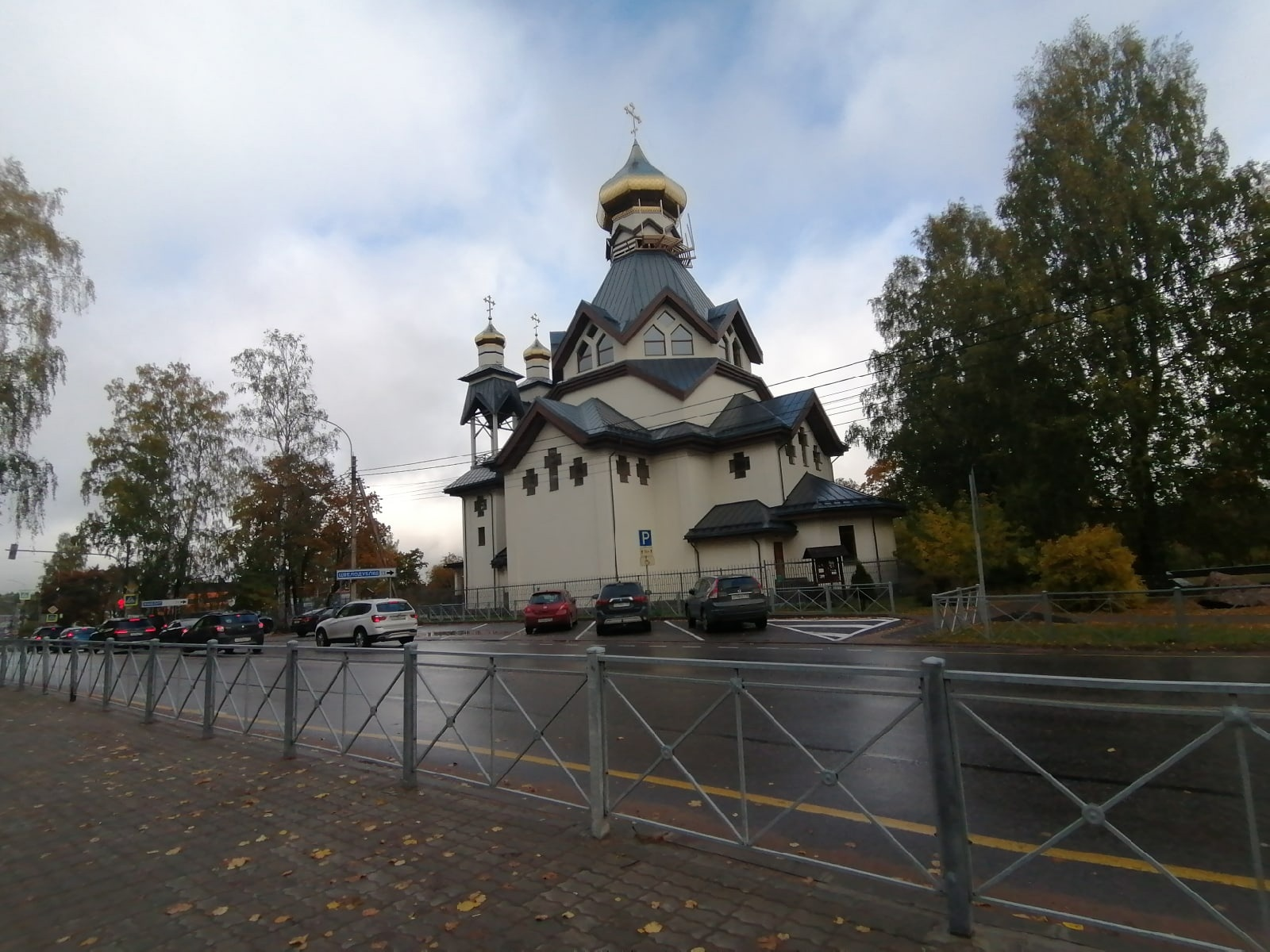
Строящийся храм

В Рощино расположены памятники Эдит Сёдергран, Льву Яшину, Владимиру Ленину, а также братская могила, воинское захоронение № 97 и памятный знак на месте гибели летчика Астахова.

## Транспорт и связь
В посёлке расположена железнодорожная станция Рощино Выборгского направления Октябрьской железной дороги.
Автобусные маршруты:
- № 23 Рощино, ж/д станция — Сельхозтехника
- № 124 Рощино — Первомайское
- № 125 Рощино — Цвелодубово
- № 125А Рощино — Пушное[50]
- № 132 Рощино — Коробицыно
- № 138 Рощино — Горьковское (сезонный)
- № 200 Рощино — Выборг
- № 679 Каменка —  «Парнас»
- № 680 Рощино, пансионат «Райвола» —  «Проспект Просвещения»

В Рощино обеспечивается сотовая связь (2G, 3G и 4G) операторами «Билайн», «МегаФон» и «МТС». В посёлке находятся почтовое отделение и почтомат «Почты России».

## Галерея

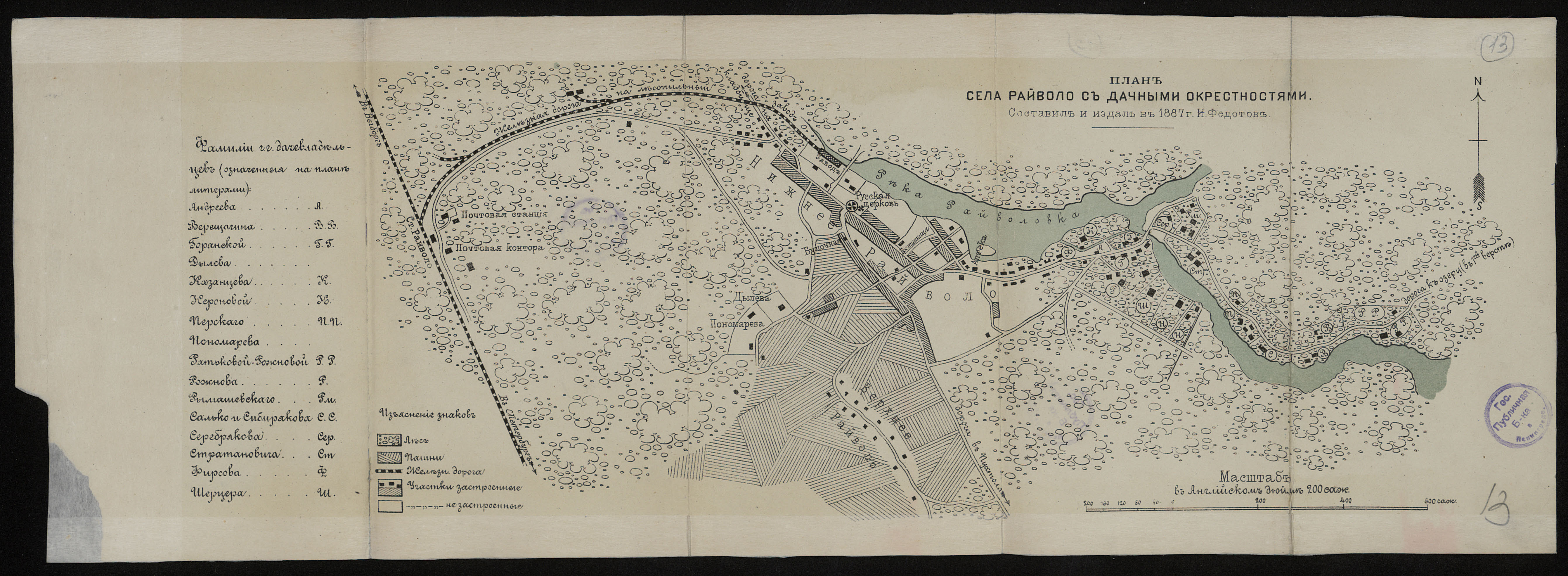
План села Райволо 1887 года
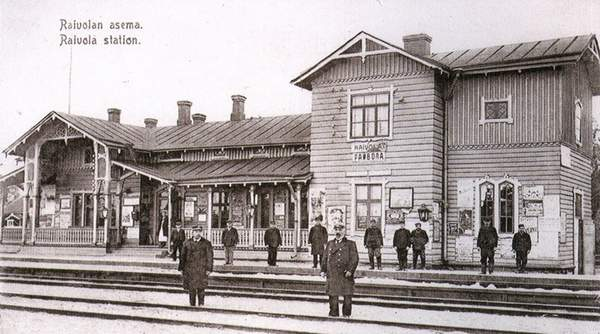
Станция Райвола. 1900-е годы

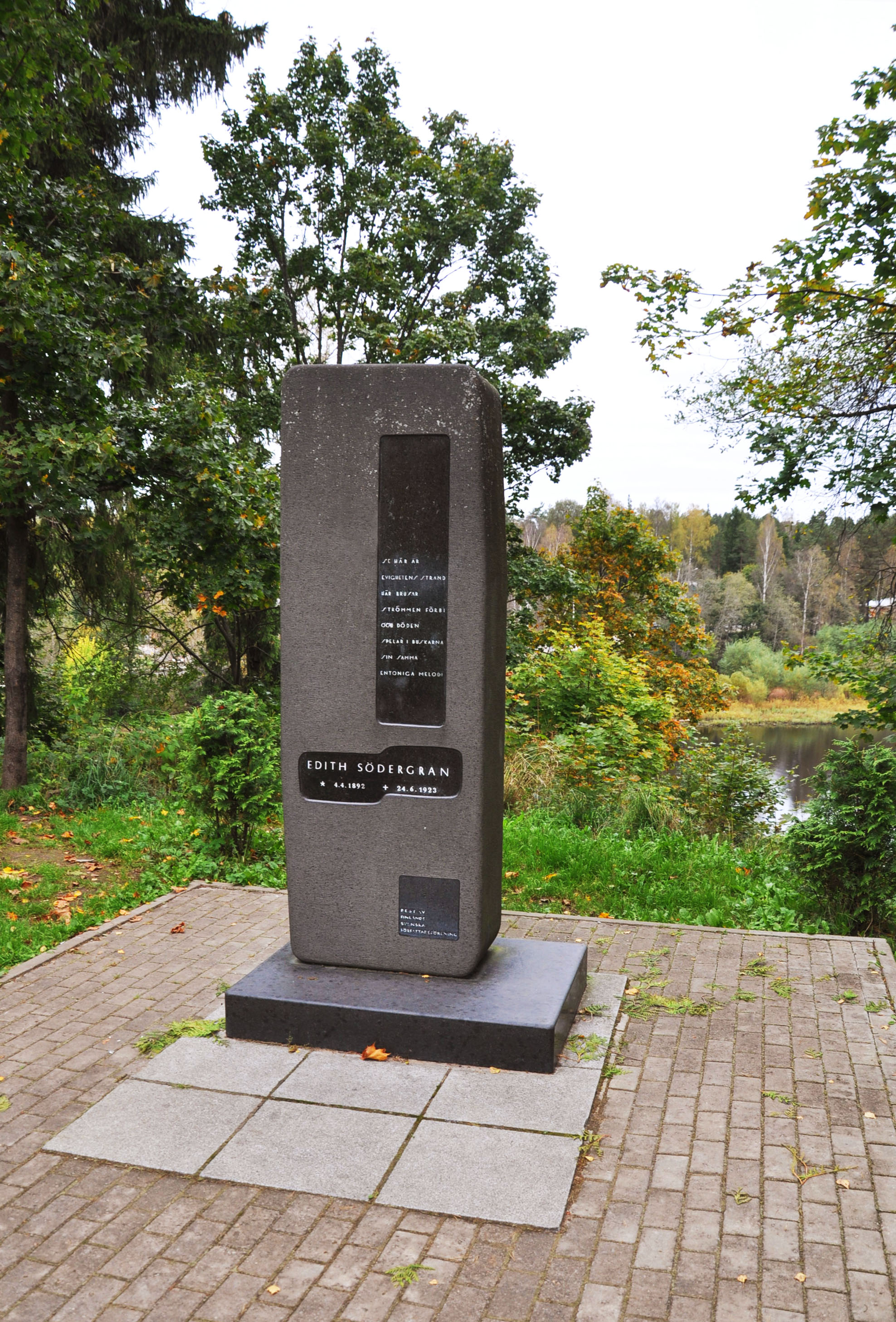
Могила Эдит Сёдергран. 2016 год
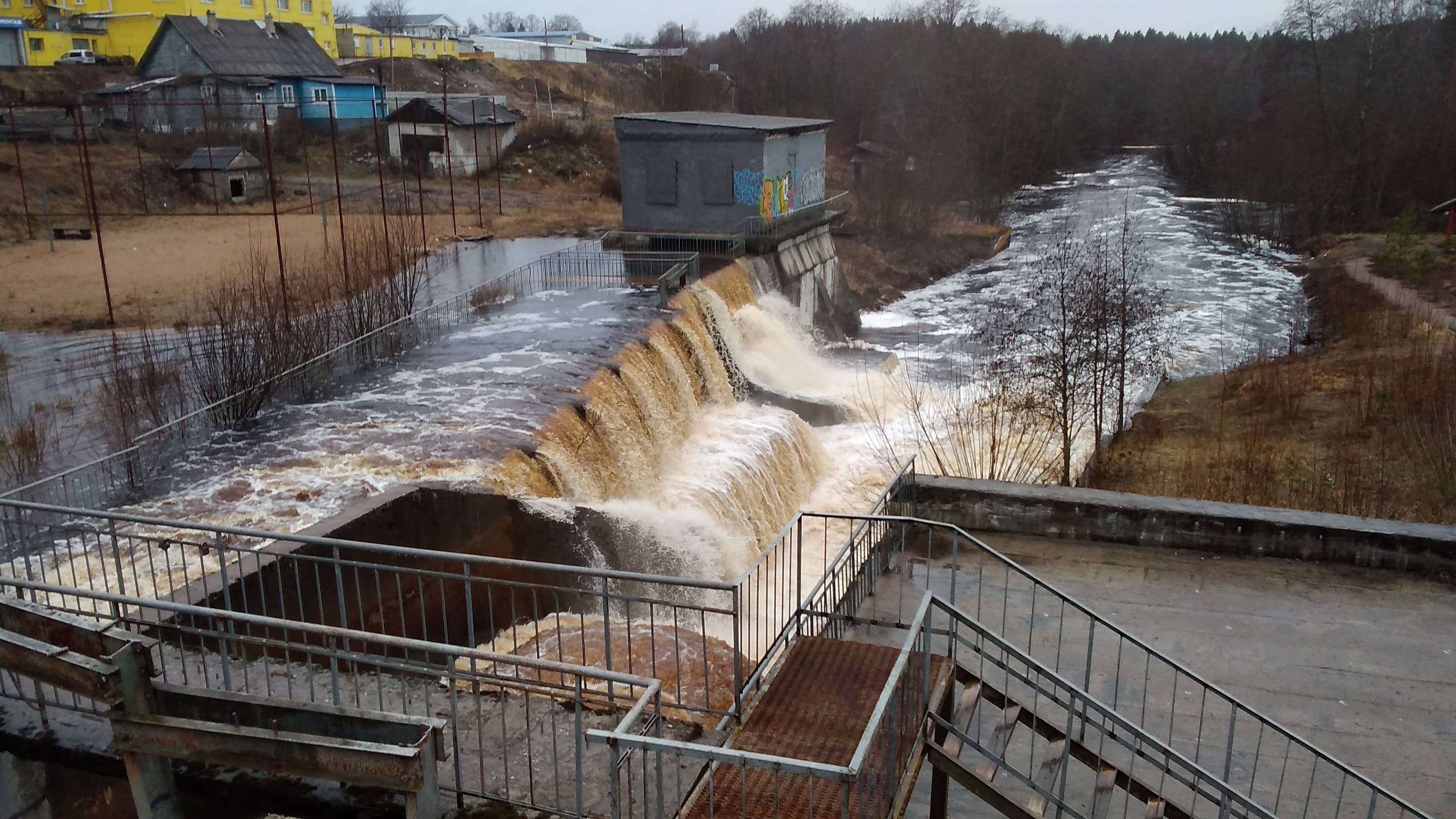
Плотина на реке Рощинке — недействующая Рощинская ГЭС. 2020 год